# La Zarza-Perrunal
La Zarza-Perrunal és un municipi de la província de Huelva, a Andalusia. La seva extensió superficial és de 44,71 km² i el 2019 tenia 1.267 habitants. Forma part de la comarca d'El Andévalo.
Va ser una Entitat local autònoma dins el municipi de Calañas, fins que a l'octubre de 2018 es va constituir com a municipi.